# 치즈볼

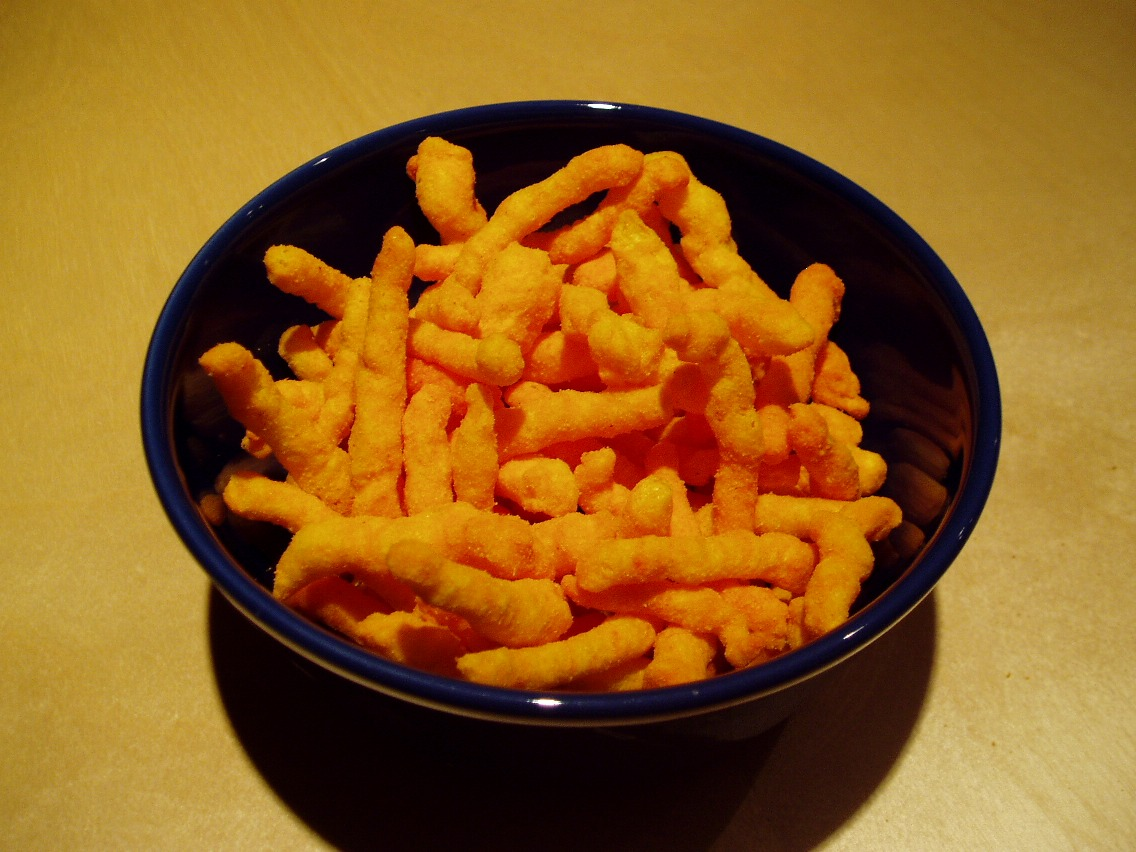
그릇에 담긴 치즈 퍼프

치즈볼(cheese ball) 또는 치즈 퍼프(cheese puffs)는 치즈를 반죽하여 옥수수 녹말과 섞어 튀겨 만드는 과자이다.

## 개요
치즈볼은 1930년 미국에서 만들어졌다. 안주나 간식으로 많이 이용된다. 맛은 짭짤하고 고소한 것이 특징이다. 이름과는 달리 미국 본토에서는 치즈 퍼프라 불리며, 곱슬곱슬한 모양, 길쭉한 모양 등 여러 모양이 있다. 미국 내에서는 여러 회사 간에 판매 경쟁을 하고 있으며, 대한민국 내에서는 코스트코 등에서 판매되고 있다.

## 같이 보기
- 뻥튀기